# Junta Nacional de Governo
A Junta Nacional de Governo (em castelhano:  Junta Nacional de Gobierno; JNG), também chamada de Triunvirato de Governo (em castelhano:  Triunvirato de Gobierno), foi um triunvirato que governou a Nicarágua de 1 de maio de 1972 a 1 de dezembro de 1974.
A junta governamental foi resultado do Pacto Kupia Kumi (que na língua misquito significa "um só coração"), assinado em 28 de março de 1971 na Sala Mayor do Teatro Nacional Rubén Darío na capital Manágua entre Anastasio Somoza Debayle e Fernando Agüero Rocha como líderes de seus respectivos partidos, para chegar a eleições livres, permitindo que Somoza Debayle fosse candidato. 
Foi estabelecido para que houvesse um período de transição e para preparar as condições para eleições livres. Seria formado por dois liberais e um conservador, o objetivo deste último era fiscalizar o cumprimento do que foi acordado.
O primeiro triunvirato consistia no General da Guarda Nacional da Nicarágua Roberto Martínez Lacayo, Dr. Alfonso Lovo Cordero (ambos do governista Partido Liberal Nacionalista, PLN) e Dr. Fernando Agüero Rocha (do oposicionista Partido Conservador, PC).
O segundo triunvirato foi instalado após o terremoto de 23 de dezembro de 1972, Dr. Agüero Rocha se opôs à nomeação de Somoza Debayle como superministro da reconstrução. Um grupo de conservadores que se aliou a Somoza formou uma nova junta diretiva nacional do Partido Conservador e retirou Agüero da Junta Nacional de Governo, sendo substituído por Edmundo Paguaga Irías, apoiado pelo empresário Alberto Chamorro Benard e pelo então embaixador dos Estados Unidos.